# Human (singolo Rag'n'Bone Man)
Human è un singolo del cantautore britannico Rag'n'Bone Man, pubblicato il 27 luglio 2016 come secondo estratto dal primo album in studio omonimo.
Il brano è stato scritto dallo stesso artista insieme a Jamie Hartman, membro dei Ben's Brother, ed è il primo successo discografico di Rag'n'Bone Man. Ha infatti riscosso un notevole successo radiofonico e di vendite nel mondo, scalando le classifiche di vendita dei singoli nell'autunno del 2016  in vari paesi d'Europa.
Il brano ha anticipato l'uscita dell'omonimo album di debutto dell'artista pubblicato nel febbraio 2017.

## Descrizione
Una prima versione digitale del singolo è stata pubblicata il 27 luglio 2016. Nel corso dei mesi, però, sono usciti sempre per il mercato discografico digitale diversi remix del brano, di cui uno realizzato dai Rudimental.
Il 23 settembre 2016 il singolo è stato pubblicato anche su supporto fisico, in versione compact disc, e conteneva, oltre alla canzone che ne porta il titolo, anche la traccia Bitter End.

## Tracce
Digital Columbia 1123546735 (Sony)
1. Human - 3:19

Digital Columbia 1135917268 (Sony)
1. Human (Calyx & TeeBee Remix) - 4:17

Digital Columbia 1136616474 (Sony)
1. Human (MJ Cole Remix) - 5:11

Digital Columbia 1140841771 (Sony)
1. Human (The Age of L.U.N.A. Remix) - 3:29

CD-Single Columbia 88985377692 (Sony) / EAN 0889853776924
1. Human - 3:19
2. Bitter End - 3:36

Digital Columbia 1171382045 (Sony)
1. Human (Rudimental Remix) - 4:21

Digital Columbia 1171369200 (Sony)
1. Human (Acoustic) - 3:49

## Classifiche

### Classifiche settimanali
| Classifica (2016–17) | Posizione massima |
| -------------------- | ----------------- |
| Australia            | 17                |
| Austria              | 1                 |
| Belgio (Fiandre)     | 1                 |
| Belgio (Vallonia)    | 1                 |
| Danimarca            | 10                |
| Francia              | 2                 |
| Germania             | 1                 |
| Italia               | 2                 |
| Nuova Zelanda        | 11                |
| Paesi Bassi          | 14                |
| Regno Unito          | 2                 |
| Spagna               | 10                |
| Svezia               | 23                |
| Svizzera             | 1                 |

### Classifiche di fine anno
| Classifica (2017) | Posizione |
| ----------------- | --------- |
| Brasile           | 170       |
| Islanda           | 18        |